# Vignole Borbera
Vignole Borbera es una comune italiana situada en la provincia de Alessandria, Piamonte. Tiene una población estimada, a fines de noviembre de 2021, de 2022 habitantes.

## Geografía
Abarca un área de 8.5 kilómetros cuadrados (3.3 millas cuadradas) e incluye las fracciones (subdivisiones, principalmente aldeas y caseríos) de Variano Inferiore, Variano Superiore y Precipiano.

## Evolución demográfica
| Gráfica de evolución demográfica de Vignole Borbera entre 1861 y 2021 |
|                                                                       |
| Fuente ISTAT - elaboración gráfica de Wikipedia                       |